# IGo to Japan
iGo to Japan (br / pt: iCarly no Japão) é um telefilme norte-americano dirigido por Steve Hoefer e escrito por Dan Schneider e Andrew Hill Newman. O filme é baseado na sitcom iCarly também criada por Schneider. É estrelado por Miranda Cosgrove, e foi produzido pela Schneider's Bakery em associação com a Nickelodeon Movies. Foi lançado no dia 8 de Novembro de 2008 nos Estados Unidos, com cerca de 7,6 milhões de espectadores.

## Sinopse
O iCarly é indicado como melhor programa de comédia para o prêmio iWeb Awards, cuja premiação será no Japão, porém a premiação manda apenas três passagens aéreas para os participantes, que são Carly (Miranda Cosgrove), Sam (Jennette McCurdy) e Freddie (Nathan Kress) e um acompanhante, no caso Spencer (Jerry Trainor), fazendo assim quatro passagens. Mas a mãe de Freddie, Marissa Benson (Mary Scheer) faz questão de acompanhar os adolescentes, então Spencer troca as quatro passagens da classe A por cinco passagens da classe econômica. No meio do voo descobrem que terão que saltar do avião para chegarem ao Japão, ou terão que pousar na Coreia do Norte.
Os cinco pulam do avião e caem numa floresta japonesa. Porém, são encontrados por um guarda que os leva para o hotel. No dia seguinte eles acordam no fim da tarde. Seus concorrentes ao prêmio iWeb, a dupla Kyoko e Yuki (Ally Maki e Harry Shum Jr.), chamam eles para fazer compras no comércio e oferecem um dia de relaxamento e massagem para Spencer e Marissa, porém tudo não passa de uma armadilha, e Carly, Sam e Freddie acabam perdidos no meio do nada. Agora, Spencer e Marissa precisariam achar os três em menos de dez minutos se não eles perderiam o prêmio iWeb para Kyoko e Yuki.
Mas, eles conseguem chegar ao local a tempo para ganhar o prêmio e desmascarar a dupla concorrente. No final, Carly e sua turma voltam de barco para os EUA.

## Elenco
- Miranda Cosgrove como Carly Shay
- Jennette McCurdy como Samantha "Sam" Puckett
- Nathan Kress como Fredward "Freddie" Benson
- Jerry Trainor como Spencer Shay
- Mary Scheer como Marissa "Sra." Benson
- Noah Munck como Gibby Gibson
- Jeremy Rowley como Lewbert
- Ally Maki como Kyoko
- Harry Shum Jr. como Yuki
- Don Stark como Drudge
- David St. James como Sr. Howard